# Špilja galeba Marka
Špilja galeba Marka odnosno Galebova spilja je spilja na otočiću Svetom Marku. Nalazi se u blizini svjetionika. Ljudima ovog kraja bilo je poznato da je ovdje velika špilja s mnogo galebova. Ima dva ulaza koje prekrivaju stabla čiji čudni rast otkriva položaj špilje te kao divlji šipak, kupine, šparoge, spičke i dr. Jednim je ulazom teško ući bez opreme i neprohodan je, sasvim okomit, a drugim je moguće ući, jer je pod nagibom. Ne preporučuje se ulaziti bez opreme. Potrebno je oprezno spustiti se. Ispod površine 15 metara može se proći a za dalje je potrebna rasvjeta. Slijedi pet metara duboka jama, na čijem je dnu mala odaja.